# Enrico Annoni
Enrico „Rico“ Annoni (* 10. Juli 1966 in Giussano) ist ein ehemaliger italienischer Fußballspieler auf der Position des Innenverteidigers. Nach seiner Karriere als aktiver Spieler arbeitete er als Co-Trainer.

## Karriere

### Verein
Als Nachwuchsspieler der Jugendmannschaft von Seregno Calcio gab er sein Debüt in der ersten Mannschaft in der Saison 1982/83, als er in 27 Spielen eingesetzt wurde. In der folgenden Saison wechselte er zu Como Calcio in die Serie B, wo er jedoch nur selten zum Einsatz kam. In zwei Spielzeiten in Como spielte er nur zweimal in der Liga. Ab 1985 wurde er für zwei Jahre an die SS Sambenedettese ausgeliehen. Bei der Mannschaft aus San Benedetto del Tronto wurde er Stammspieler in der Abwehr und kam in zwei Jahren auf sechzig Partien in dem ihm vier Tore gelangen. Am Ende der Leihe kehrte er nach Como zurück und wurde dort nun häufiger eingesetzt. In den folgenden drei Spielzeiten von 1987 bis 1990 absolvierte er 95 Spiele und traf zweimal in das gegnerische Tor.
Im Jahr 1990 wechselte er zum FC Turin in die Serie A. Bei seinem Debüt gelang ihm als Abwehrspieler ein Tor beim 4:0-Sieg über die AS Bari. Insgesamt erzielte er zwischen 1990 und 1994 in Turin zwei Tore und kam auf über 100 Spiele in der ersten italienischen Liga. Von den Fans der Turiner erhielt er den Spitznamen „Tarzan“. Mit den Turinern erreichte er das UEFA-Pokalfinale von 1992 das gegen Ajax Amsterdam nach Hin- und Rückspiel 2:2 endete. Aufgrund der Auswärtstorregel gewannen die Niederländer den Titel. Ein Jahr später gewann er mit seinem Verein im italienischen Pokalfinale von 1993 gegen die AS Rom. Nach dem 3:0-Hinspielsieg in Turin in dem Annoni über 90 Spielminuten zum Einsatz kam, fehlte er im Rückspiel das in Rom 2:5 verloren wurde. Für die Turiner war es der fünfte Pokalsieg in der Vereinsgeschichte.
Im Jahr 1994 wurde Annoni für 4,5 Millionen Lire von der AS Rom verpflichtet. Er war in seinen ersten beiden Spielzeiten in Rom Stammspieler in der Mannschaft, bestritt jedoch in seiner dritten Spielzeit nur noch 12 Ligaspiele.
Im Februar 1997 wechselte Annoni den Verein und wechselte nach Schottland für 300.000 £ zu Celtic Glasgow. Der Italiener, der bei Celtic als Rechts- oder Innenverteidiger spielte, debütierte am 1. März 1997 für seinen neuen Verein in einer Partie gegen Heart of Midlothian. Obwohl er nicht immer in der Startelf stand, absolvierte er bis 1999 insgesamt 37 Ligaspiele. Wie schon zuvor bei seinem vorherigen Vereinsstationen erhielt er die Sympathien der Fans von Celtic, die ihn bis heute durch seine exzentrische Art, als Kultfigur ansehen. Während seiner Zeit bei Celtic gewann Annoni 1998 die schottische Meisterschaft und den Ligapokal. Im Jahr 1999 unterlag er mit Celtic im Pokalfinale gegen die Glasgow Rangers im Old Firm. Kurz darauf verließ er Celtic im Juli 1999, um nach Italien zurückzukehren, um sich um seinen kranken Vater zu kümmern.

### Nationalmannschaft
Mit der italienischen U21-Nationalmannschaft nahm Annoni 1988 an der Europameisterschaft dieser Altersklasse teil. Dabei kam er dreimal zum Einsatz, darunter im Viertelfinale gegen den späteren Sieger aus Frankreich.

### Trainer
Im Jahr 2005 erhielt Annoni die Lizenz als Trainer. Am 5. Juli 2013 wurde er von Padova Calcio als Co-Trainer von Dario Marcolin vorgestellt. Bereits vier Monate später wurde das gesamte Trainerteam entlassen. Im Januar 2015 wurde er Co-Trainer von Marcolin bei Catania Calcio.

## Trivia
Mit seiner Tochter Federica nahm er im Jahr 2019 an der italienischen Fernsehshow Soliti ignoti (Identity) teil, die auf Rai 1 ausgestrahlt wurde.
Annoni war im Mai 2008 in Glasgow in einem Benefizspiel für seinen ehemaligen Celtic-Teamkollegen Phil O’Donnell aktiv, der im Dezember 2007 während eines Spiels verstorben war.